# Чумак Василь Григорович
Чума́к Васи́ль Григо́рович (літературні псевдоніми — С. Віче, Вагр, М. Ічня, Чорненко; 25 грудня 1900 [7 січня 1901], Ічня, Борзнянський повіт, Чернігівська губернія, Російська імперія — 8 [21] листопада 1919, Київ, Київська губернія) — український поет, публіцист, громадський і культурний діяч.

## Життєпис
Народився 25 грудня 1900 (7 січня 1901) року в містечку Ічня на Чернігівщині в родині козака Григорія Семеновича Чумака та міщанки Анастасії Петрівни, уродженої Марченко. Мав молодшого брата Миколу і сестер Уляну й Марію. Сім’я володіла 6-ма десятинами землі та утримувала пекарню і хлібну лавку.
Отримавши початкову освіту в церковно-приходській школі, у 1910–1914 роках навчався в Ічняському вищому початковому училищі імені Спадкоємця Цесаревича Олексія Миколайовича, а 1918 року закінчив гімназію в Городні. По закінченню гімназії переїхав до Києва, де став активним діячем Української партії соціалістів-революціонерів (боротьбистів). Працював секретарем журналу «Мистецтво» і був співробітником Всеукраїнської літературної колегії при Народному комісаріаті освіти УСРР, член літературного угрупування «Гарт». 
Заарештований разом із Гнатом Михайличенком денікінською контррозвідкою за участь у організації повстання проти білогвардійців на Київщині, розстріляний конвоєм під час спроби втечі. Після встановлення радянської влади в Києві в грудні в районі Лук'янівського кладовища було знайдено декілька закопаних тіл, серед яких були Михайличенко, Чумак. Похований 29 грудня 1919 року в братській могилі на території Аносівського саду (нині парк Вічної Слави, могила не збереглася).

## Творчість
Василь Чумак — автор революційно-романтичних поезій, оповідань, нарисів, літературно-критичних і публіцистичних статей («Революція як джерело», «Євангелія Новітнього Заповіту»). Писав новели в прозі та рецензії. Як поет — імпресіоніст за допомогою називних речень, виразних деталей, кольорів, «штрихованої стилістики» майстерно відбив складні психічні переживання людини та її мінливі настрої, а головне — відтворив волелюбну енергію мас до незалежної України в добу національної революції 1918–1919 років. Друкувався з 1917 року.
Автор виданої посмертно поетичної збірки «Заспів» (1920).

### Оцінка творчості
У 1920-х роках була загально-прийнята теза Володимира Коряка про Чумака й інших письменників-боротьбистів (Василя Блакитного, Андрія Заливчого, Гната Михайличенка) як про «перших хоробрих» — основоположників української радянської літератури.
У середині 1930-х років твори Чумака за приналежність його до боротьбистів були заборонені. 
У середині 1950-х років творчість Чумака реабілітовано.

## Ушанування пам'яті
На фасаді будівлі гімназії в місті Городні, де в 1914—1918 роках навчався Василь Чумак, встановлено меморіальну дошку.
На честь Василя Чумака в Києві, Ічні та Городні названі вулиці.
На Спаському кладовищі в Ічні біля могил батька і матері поета насипано символічну могилу, на надгробку якої – два портрети: Василя Чумака та його брата Миколи, що загинув на Колимі 1938 року. 

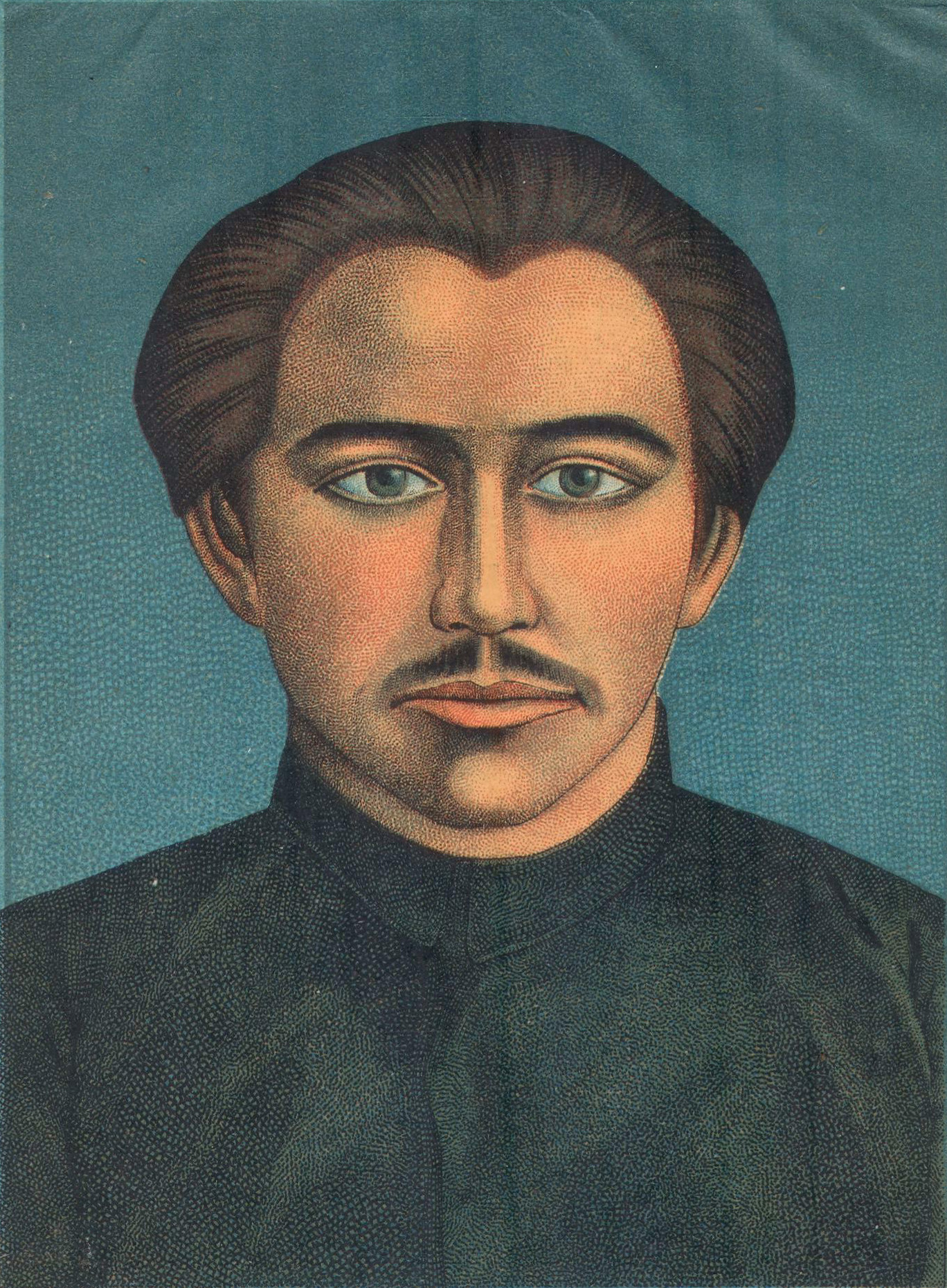
Портрет Василя Чумака в часописі «Молодняк», 1927, № 1
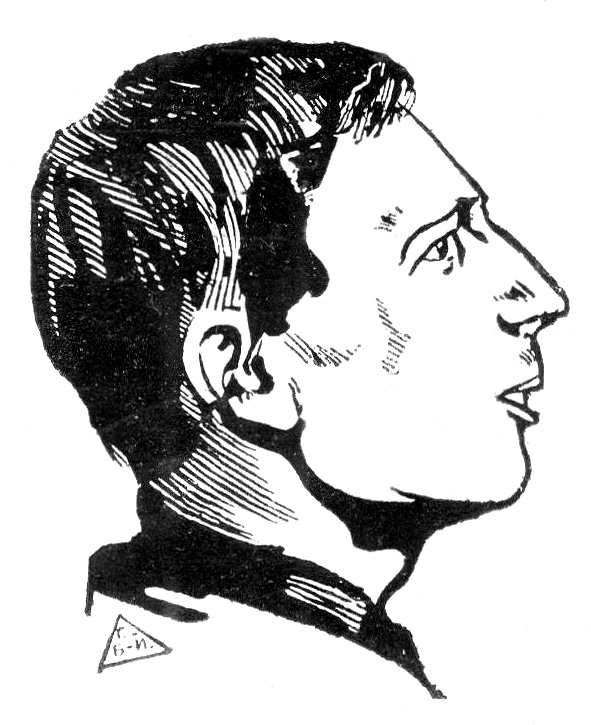
Портрет Василя Чумака в часописі «Всесвіт», 1927, № 52, художник Г. Бабій
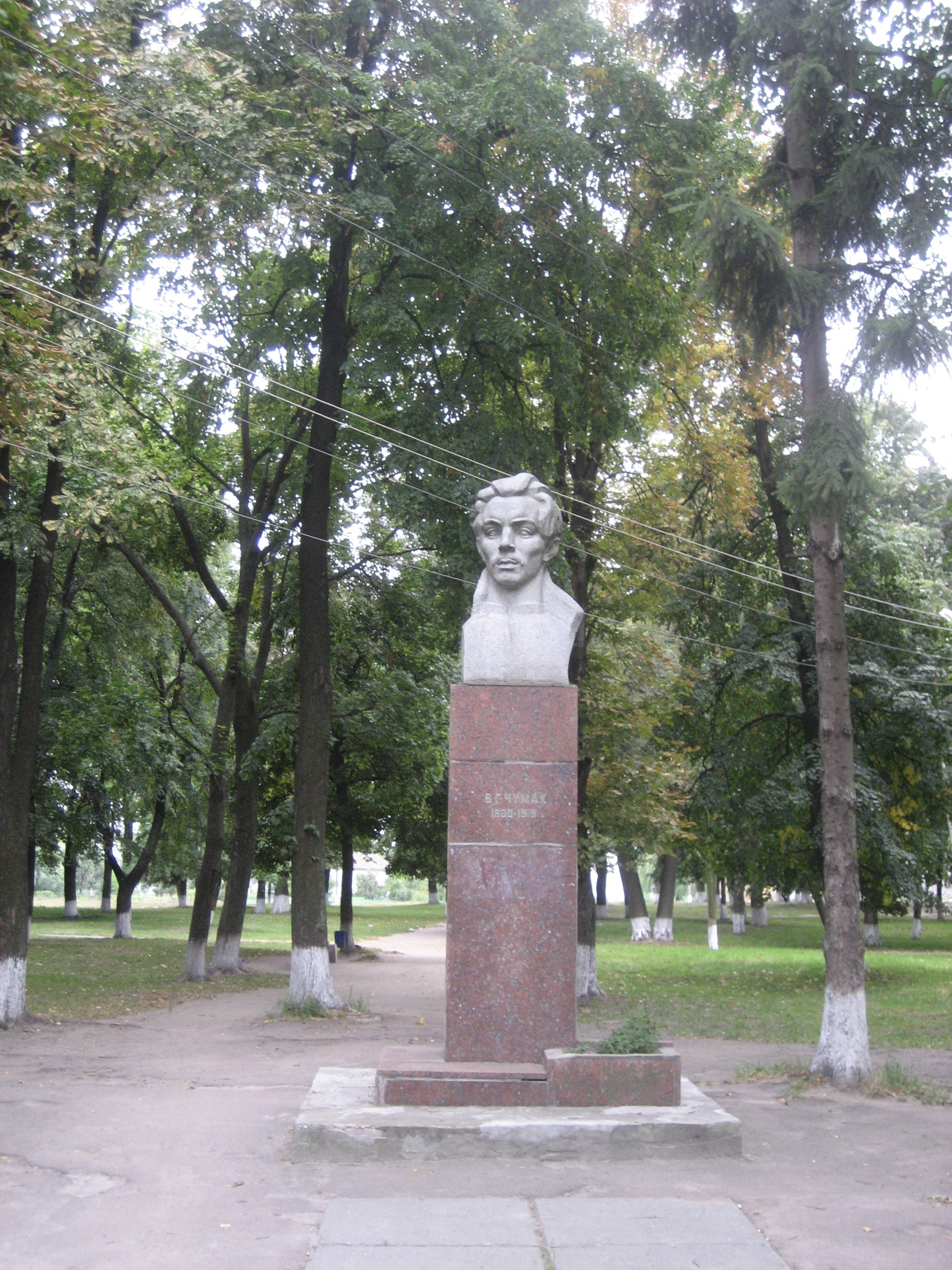
Погруддя Василя Чумака в Ічні, встановлено 1980 року. Скульптор Володимир Луцак

## Видання
- Чумак В. Заспів : поезії. [Архівовано 26 жовтня 2016 у Wayback Machine.] – 1919. – 62 с.
- Червоний заспів / Василь Чумак. — К. : Комуніст, [б. р.]. — 16 с.
- Чумак В. Революція : поезії. [Архівовано 26 жовтня 2016 у Wayback Machine.] — Харків 1920. — 16 с.
- Червоний заспів / Василь Чумак; В. Блакитний (ред і передм.). — Х. : Видання ЦК КСМУ, 1922. — 16 с.
- Чумак В. Червоний заспів : вибр. поезії [Архівовано 26 жовтня 2016 у Wayback Machine.]. – Київ, 1930. – 32 с.
- Червоний заспів : Вибрані твори / Василь Чумак; вступ. стаття, упоряд. і примітки С. Крижанівського. — К. : Рад. письменник, 1956. — 204 с., портр.
- Заспів : Твори / Василь Чумак; вступ. стаття Степан Крижанівський. — К. : Дніпро, 1968. — 207 с., портр.
- Червоний заспів : Твори / Василь Чумак. — К. : Молодь, 1982. — 158 с., іл.
- Червоний заспів : Поезії. Оповіданні і нариси. Спогади про поета / Василь Чумак. — К. : Дніпро, 1991. — 364 с., портр. — ISBN 5-308-00870-1.